# Todd Nelson
Pour les articles homonymes, voir Nelson.
Todd Nelson (né le 15 mai 1969 à Prince Albert, dans la province de la Saskatchewan au Canada) est un joueur professionnel devenu entraîneur-chef, fonction qu'il occupe actuellement pour les Barons d'Oklahoma City de la Ligue américaine de hockey.

## Carrière de joueur
Réclamé lors du quatrième tour par les Penguins de Pittsburgh lors du repêchage de 1989 de la Ligue nationale de hockey alors qu'il évoluait depuis quatre saisons au niveau junior avec les Raiders de Prince Albert de la Ligue de hockey de l'Ouest, il retourne avec ces derniers pour une saison supplémentaire avant de devenir joueur professionnel en 1990.
Nelson rejoint alors le club affilié aux Penguins dans la Ligue internationale de hockey, les Lumberjacks de Muskegon. Au cours de la saison 1991-1992 les Penguins font appel à ses services pour une rencontre, sa première en LNH, avant le retour avec leur club-école.
Incapable de se tailler un poste avec Pittsburgh, Nelson signe à l'été 1993 un contrat avec les Capitals de Washington, il joue que deux rencontres avec eux durant cette saison, évoluant pour la balance avec les Pirates de Portland. Au printemps, il aide les Pirates à mettre la mains sur la Coupe Calder, remis au champion des séries éliminatoires dans la Ligue américaine de hockey.
Son contrat arrivant à terme en 1996, il s'entend pour deux saisons avec les Griffins de Grand Rapids de la LIH avant de quitter pour l'Allemagne en 1998. Après une saison passée avec les Berlin Capitals de la DEL, il rejoint pour quatre parties le HIFK de la SM-Liiga en Finlande avant de revenir avec les Griffins de Grand Rapids en 1999.
Après avoir disputé une saison avec les Americans de Rochester de la LAH, il prend part à sept rencontres avec les Griffins avant d'accepter un poste de joueur-entraîneur avec le Fury de Muskegon de la United Hockey League. Au terme de cette saison 2001-2002, il annonce son retrait de la compétition.

### Carrière d'entraîneur
À la suite de son retrait, il accepte un poste d'entraîneur-adjoint à l'été 2002 avec les Griffins de Grand Rapids. Il ne tient cette fonction que pendant une saison, accepte le titre d'entraîneur-chef du Fury de Muskegon l'été suivant. Il obtient du succès dès sa première saison avec eux mettant la mains sur Coupe Coloniale remis au champion des séries lors de ses deux premières années à la barre de l'équipe.
À l'été 2006, il rejoint à titre d'assistant-entraîneur les Wolves de Chicago de la LAH et remporte au terme de sa deuxième saison avec eux la Coupe Calder. Après cette victoire, il rejoint le club mère des Wolves dans la LNH, les Thrashers d'Atlanta également en tant qu'adjoint. Il occupe ce poste jusqu'à la fin de la saison 2009-2010, étant congédié en même temps que tout le personnel d'entraîneur le 14 avril 2010.
Le 15 juillet 2010, il accepte le poste d'entraîneur-chef pour la nouvelle franchise affilié aux Oilers d'Edmonton en LAH, les Barons d'Oklahoma City.

## Statistiques
| Saison     | Équipe                   | Ligue      |    | Saison régulière | Saison régulière | Saison régulière | Saison régulière | Saison régulière |   | Séries éliminatoires | Séries éliminatoires | Séries éliminatoires | Séries éliminatoires | Séries éliminatoires |
| Saison     | Équipe                   | Ligue      | PJ | B                | A                | Pts              | Pun              | PJ               | B | A                    | Pts                  | Pun                  |                      |                      |
| 1985-1986  | Raiders de Prince Albert | LHOu       | 4  | 0                | 0                | 0                | 0                |                  |   |                      |                      |                      |                      |                      |
| 1986-1987  | Raiders de Prince Albert | LHOu       | 35 | 1                | 6                | 7                | 10               | 4                | 0 | 0                    | 0                    | 0                    |                      |                      |
| 1987-1988  | Raiders de Prince Albert | LHOu       | 72 | 3                | 21               | 24               | 59               | 10               | 3 | 2                    | 5                    | 4                    |                      |                      |
| 1988-1989  | Raiders de Prince Albert | LHOu       | 72 | 14               | 45               | 59               | 72               | 4                | 1 | 3                    | 4                    | 4                    |                      |                      |
| 1989-1990  | Raiders de Prince Albert | LHOu       | 69 | 13               | 42               | 55               | 88               | 14               | 3 | 12                   | 15                   | 12                   |                      |                      |
| 1990-1991  | Lumberjacks de Muskegon  | LIH        | 79 | 4                | 20               | 24               | 32               | 3                | 0 | 0                    | 0                    | 4                    |                      |                      |
| 1991-1992  | Penguins de Pittsburgh   | LNH        | 1  | 0                | 0                | 0                | 0                |                  |   |                      |                      |                      |                      |                      |
| 1991-1992  | Lumberjacks de Muskegon  | LIH        | 80 | 6                | 35               | 41               | 46               | 14               | 1 | 11                   | 12                   | 4                    |                      |                      |
| 1992-1993  | Lumberjacks de Cleveland | LIH        | 76 | 7                | 35               | 42               | 115              | 4                | 0 | 2                    | 2                    | 4                    |                      |                      |
| 1993-1994  | Capitals de Washington   | LNH        | 2  | 1                | 0                | 1                | 2                | 4                | 0 | 0                    | 0                    | 0                    |                      |                      |
| 1993-1994  | Pirates de Portland      | LAH        | 80 | 11               | 34               | 45               | 69               | 11               | 0 | 6                    | 6                    | 6                    |                      |                      |
| 1994-1995  | Pirates de Portland      | LAH        | 75 | 10               | 35               | 45               | 76               | 7                | 0 | 4                    | 4                    | 6                    |                      |                      |
| 1995-1996  | Bears de Hershey         | LAH        | 70 | 10               | 40               | 50               | 38               | 5                | 1 | 3                    | 4                    | 8                    |                      |                      |
| 1996-1997  | Griffins de Grand Rapids | LIH        | 81 | 3                | 18               | 21               | 32               | 5                | 1 | 0                    | 1                    | 0                    |                      |                      |
| 1997-1998  | Griffins de Grand Rapids | LIH        | 75 | 6                | 21               | 27               | 36               | 3                | 0 | 0                    | 0                    | 2                    |                      |                      |
| 1998-1999  | Berlin Capitals          | DEL        | 44 | 5                | 10               | 15               | 26               |                  |   |                      |                      |                      |                      |                      |
| 1999-2000  | HIFK                     | SM-Liiga   | 4  | 1                | 1                | 2                | 2                |                  |   |                      |                      |                      |                      |                      |
| 1999-2000  | HIFK                     | EuroHL     | 1  | 0                | 0                | 0                | 0                |                  |   |                      |                      |                      |                      |                      |
| 1999-2000  | Griffins de Grand Rapids | LIH        | 73 | 2                | 15               | 17               | 47               | 17               | 0 | 2                    | 2                    | 10                   |                      |                      |
| 2000-2001  | Americans de Rochester   | LAH        | 74 | 6                | 20               | 26               | 32               | 4                | 0 | 2                    | 2                    | 2                    |                      |                      |
| 2001-2002  | Griffins de Grand Rapids | LAH        | 7  | 0                | 2                | 2                | 8                |                  |   |                      |                      |                      |                      |                      |
| 2001-2002  | Fury de Muskegon         | UHL        | 66 | 8                | 25               | 33               | 38               | 17               | 2 | 6                    | 8                    | 2                    |                      |                      |
| Totaux LNH | Totaux LNH               | Totaux LNH | 3  | 1                | 0                | 1                | 2                | 4                | 0 | 0                    | 0                    | 0                    |                      |                      |

### Statistiques d'entraîneur
| 2003-2004 | Fury de Muskegon | UHL | 76 | 47 | 20 | 0 | 9 | Vainqueur de la Coupe Coloniale |
| 2004-2005 | Fury de Muskegon | UHL | 80 | 51 | 20 | 0 | 9 | Vainqueur de la Coupe Coloniale |
| 2005-2006 | Fury de Muskegon | UHL | 76 | 51 | 18 | 0 | 7 | défaite en 2e ronde             |

## Honneur et Trophée

### En tant que joueur
- Ligue de hockey de l'Ouest
  - Nommé dans la deuxième équipe d'étoiles de l'Ouest en 1989 et 1990.
- Ligue internationale de hockey
  - Invité aux Matchs des étoiles en 1992 et en 1993.
- Ligue américaine de hockey
  - Vainqueur de la Coupe Calder remis au champion des séries éliminatoires en 1994.

### En tant qu'entraîneur
- Vainqueur de la Coupe Coloniale en 2004 et 2005.
- Vainqueur de la Coupe Calder avec les Wolves de Chicago en 2008.

## Transaction en carrière
- Repêchage 1989 : réclamé par les Penguins de Pittsburgh (4e choix de l'équipe, 79e au total).
- 15 août 1993 : signe à titre d'agent libre avec les Capitals de Washington.
- 24 juillet 1996 : signe à titre d'agent libre avec les Griffins de Grand Rapids de la LIH.
- 30 septembre 1999 : signe à titre d'agent libre avec les Griffins de Grand Rapids.
- 8 septembre 2000 : signe à titre d'agent libre avec les Americans de Rochester de la LAH.
- 5 juillet 2002 : annonce son retrait de la compétition et devient entraîneur-adjoint des Griffins de Grand Rapids de la LAH.

## Parenté dans le sport
Son frère Jeffrey Nelson fut également joueur professionnel de hockey. Il était avec Todd et les Pirates de Portland lorsque ceux-ci remportèrent la Coupe Calder en 1994. Jeff joua brièvement dans la LNH pour les Capitals de Washington et les Predators de Nashville.